# فرودگاه ادوارد جی. پیتکا سینیور
فرودگاه ادوارد جی. پیتکا سینیور (به انگلیسی: Edward G. Pitka Sr. Airport) یک فرودگاه همگانی پایگاه هوایی با کد یاتا GAL است که یک باند فرود آسفالت و بتن دارد و طول باند آن ۲۲۰۹ متر است. این فرودگاه در شهر گالینا، آلاسکا کشور ایالات متحده آمریکا قرار دارد و در ارتفاع ۴۷ متری از سطح دریا واقع شده است.